# Edelaraudtee
Edelaraudtee är ett estniskt järnvägsbolag, som grundades 1997. Företaget kör idag godstrafik. Godståg körs till och från Tallinn, Rapla, Viljandi & Pärnu. 
Fram till 2013 bedrev man även passagerartrafik från Tallinn till Tartu, Türi, Valga, Koidula, samt Rakvere & Narva. Från 1 januari 2014 har Edelaraudtees passagerartrafik helt övertagits av det statliga passagerartrafikbolaget Elron.

## GPS-spårning
Edelaraudtee levererade i mars 2012 ett GPS-system som gör det möjligt för resenärer att se exakt var tågen befinner sig. Syftet med arbetet är att ge passagerare snabb och enkel information om var tågen befinner sig. Edelaraudtee planerar även att införa QR-koder för varje tåg och station, som efter inscanning ger passagerarna korrekt information om tågen på internet.